# Étape du Tour de France de la Cipale
Pour des articles plus généraux, voir Dernière étape du Tour de France et Vélodrome de la Cipale.
L’étape du Tour de France de la Cipale constitue la dernière étape de la course cycliste par étapes du Tour de France. Elle a eu lieu de 1968 à 1974.

## Avant l'étape de la Cipale
[pertinence contestée]
L'arrivée finale des deux premières éditions du Tour de France, celles de 1903 et 1904 se tenait sur la commune de Ville-d'Avray dans la banlieue ouest de Paris. 
De la troisième édition, en 1905, et cela jusqu'en 1967, l'arrivée finale du Tour se tient au Parc des Princes dans le 16e arrondissement de Paris.

## Généralités
De 1968 à 1974, le Tour de France s'achève au vélodrome de la Cipale situé dans le bois de Vincennes, dans le 12e arrondissement de Paris.
Quatre des sept éditions de la Cipale adoptent le format du contre-la-montre.
Le Belge Eddy Merckx est le coureur le plus titré de cette étape (4 victoires au total). Le Néerlandais Jan Janssen, le Belge Willy Teirlinck et le Français Bernard Thévenet ont remporté une victoire chacun.

## Liste des étapes et palmarès
| \| Année \| Ville départ \| Distance (km) \| Vainqueur d'étape \| \| ----- \| ------------ \| ------------- \| ----------------- \| \| 1968 \| Melun \| 55 (CLM) \| Jan Janssen \| \| 1969 \| Créteil \| 37 (CLM) \| Eddy Merckx \| \| 1970 \| Versailles \| 54 (CLM) \| Eddy Merckx \| \| 1971 \| Versailles \| 54 (CLM) \| Eddy Merckx \| \| 1972 \| Versailles \| 89 \| Willy Teirlinck \| \| 1973 \| Versailles \| 89 \| Bernard Thévenet \| \| 1974 \| Orléans \| 146 \| Eddy Merckx \| | Localisation du vélodrome de la Cipale et des villes-départs de l'étape de la Cipale |               |                   |
| Année | Ville départ                                                                         | Distance (km) | Vainqueur d'étape |
| 1968 | Melun                                                                                | 55 (CLM)      | Jan Janssen       |
| 1969 | Créteil                                                                              | 37 (CLM)      | Eddy Merckx       |
| 1970 | Versailles                                                                           | 54 (CLM)      | Eddy Merckx       |
| 1971 | Versailles                                                                           | 54 (CLM)      | Eddy Merckx       |
| 1972 | Versailles                                                                           | 89            | Willy Teirlinck   |
| 1973 | Versailles                                                                           | 89            | Bernard Thévenet  |
| 1974 | Orléans                                                                              | 146           | Eddy Merckx       |

## Victoires par nations
- Belgique : 5
- Pays-Bas : 1
- France : 1

## Après l'étape de la Cipale
Depuis 1975, l'arrivée du Tour de France se déroule sur l'avenue des Champs-Élysées dans le 8e arrondissement de Paris.